# Fulham Football Club 2019-2020
Questa voce raccoglie tutte le informazioni riguardanti il Fulham Football Club nelle competizioni ufficiali della stagione 2019-2020.

## Stagione
La stagione 2019-20 è stato il 122º campionato professionistico per il club londinese, la prima stagione in Championship, il secondo livello del calcio inglese, dopo la retrocessione della stagione precedente dalla Premier League. Questa stagione ha visto il Fulham impegnato, oltre che in campionato, anche in FA Cup ed in League Cup. In League Cup, denominata Carabao Cup per motivi di sponsorizzazione, la squadra viene eliminata al secondo turno eliminatorio dal Southampton, perdendo in casa per 1-0, con una rete di Michael Obafemi. Invece, per quanto riguarda la FA Cup, dopo aver superato l'Aston Villa in casa nel terzo turno, viene eliminato al turno successivo dal Manchester City con un perentorio 4-0, sancendo così l'eliminazione dalla competizione. Il 13 marzo 2020, in una nota congiunta, la Premier League, la English Football League e la FA, comunicano la sospensione di ogni attività agonistica fino agli inizi di aprile a causa dell'emergenza dovuta alla Pandemia di COVID-19 del 2020 nel Regno Unito; nello stesso giorno, il club comunica che tutti gli impegni della propria squadra sono stati rinviati a data da destinarsi. Con un nuovo comunicato la EFL il 19 marzo 2020, comunica che la sospensione durerà fino al 30 aprile 2020 salvo prolungare la sospensione, il 3 aprile, fino a data da destinarsi o perlomeno fino a quando la situazione sanitaria non sia sicura per lo svolgimento degli eventi sportivi. Il 1º maggio 2020, la lega comunica la riduzione delle attività del settore giovanile. Seguendo le linee guida del protocollo Return To Training, il 22 maggio la EFL detta le linee guida per il ritorno dei calciatori agli allenamenti, fissato per il 25 maggio, in piccoli gruppi mantenendo le distanze di sicurezza e sanificando gli ambienti all'interno del quale si svolgono le attività della squadra. Dopo aver sottoposto squadra e staff ad una prima sessione di tamponi, risultati tutti negativi, il club comunica che sono state riscontrate delle positività al COVID-19 (due nella seconda sessione di test e una nella terza sessione) e che ha provveduto immediatamente a porli in isolamento volontario secondo le direttive della lega e del governo. Il 31 maggio 2020 la lega comunica che la ripresa del campionato è fissata per il weekend del 20 giugno 2020, mentre l'8 giugno fissa date e orari per la ripartenza.. Il 22 luglio 2020, chiude la regular-season con un pareggio contro il Wigan, chiudendo al 4º posto, accedendo ai playoff. In semifinale incontra il Cardiff City, contro cui vince la gara d'andata per 2-0 e perde 2-1 al ritorno, per un complessivo di 3-2 che gli vale l'accesso alla finale. Il 4 agosto 2020, nella finale giocata a Londra nello stadio di Wembley, contro il Brentford, si impone per 2-1, con i goal firmati da Joe Bryan ai tempi supplementari: con questa vittoria, ottiene la promozione in Premier League 2020-2021, facendo ritorno nella massima serie dopo un solo anno dalla retrocessione.

## Maglie e sponsor
Lo sponsor tecnico del Fulham per la stagione 2019-2020 è l'azienda tedesca, Adidas. Lo sponsor che compare sulle maglie è Dafabet. 
|  | Casa | Trasferta | Terza maglia | Quarta maglia | Anniversario |

## Calciomercato

### Sessione estiva (dal 6/5 all'8/8)
| Acquisti | Acquisti                 | Acquisti         | Acquisti      |
| R.       | Nome                     | da               | Modalità      |
| -------- | ------------------------ | ---------------- | ------------- |
| P        | Magnus Norman            | Rochdale         | fine prestito |
| P        | Marek Rodák              | Rotherham Utd    | fine prestito |
| D        | Aron Davies              | Maidstone Utd    | fine prestito |
| D        | Marcelo Djaló            | Extremadura UD   | fine prestito |
| D        | Ben Tricker              | Watford          | svincolato    |
| C        | Atli Hrafn Andrason      | Víkingur         | fine prestito |
| C        | Ivan Cavaleiro           | Wolverhampton    | prestito      |
| C        | Harry Arter              | Bournemouth      | prestito      |
| C        | Jón Dagur Þorsteinsson   | Vendsyssel       | fine prestito |
| C        | Stefan Johansen          | West Bromwich    | fine prestito |
| C        | Anthony Knockaert        | Brighton         | prestito      |
| C        | Josh Onomah              | Tottenham        | definitivo    |
| C        | Harrison Reed            | Southampton      | prestito      |
| C        | Bobby De Cordova-Reid    | Cardiff City     | prestito      |
| A        | Elijah Adebayo           | Stevenage        | fine prestito |
| A        | Rui Fonte                | Lilla            | fine prestito |
| A        | Aboubakar Kamara         | Yeni Malatyaspor | fine prestito |
| A        | Martell Taylor-Crossdale | Chelsea          | svincolato    |
| A        | Jay Stansfield           | Exeter City      | definitivo    |

| Cessioni | Cessioni               | Cessioni          | Cessioni       |
| R.       | Nome                   | a                 | Modalità       |
| -------- | ---------------------- | ----------------- | -------------- |
| P        | Sergio Rico            | Siviglia          | fine prestito  |
| P        | Berti Schötterl        | Lokomotive Lipsia | definitivo     |
| D        | Scott Armsworth        |                   | fine contratto |
| D        | Robert Atkinson        | Eastleigh         | fine contratto |
| D        | Calum Chambers         | Arsenal           | fine prestito  |
| D        | Aron Davies            | Maidenhead United | fine contratto |
| D        | Timothy Fosu-Mensah    | Manchester Utd    | fine prestito  |
| D        | José Garrido           | Ibiza             | fine contratto |
| D        | Chris Kelly            |                   | fine contratto |
| D        | Lazar Marković         | Partizan          | fine contratto |
| D        | Håvard Nordtveit       | Hoffenheim        | fine prestito  |
| C        | André Zambo Anguissa   | Villarreal        | prestito       |
| C        | Tayo Edun              | Ipswich Town      | fine prestito  |
| C        | Mattias Käit           | Domžale           | definitivo     |
| C        | Jón Dagur Þorsteinsson | Aarhus            | definitivo     |
| C        | Jean Seri              | Galatasaray       | prestito       |
| C        | Ryan Sessegnon         | Tottenham         | definitivo     |
| A        | Elijah Adebayo         | Walsall           | fine contratto |
| A        | Ryan Babel             | Galatasaray       | fine contratto |
| A        | Erick Kenko            | Swansea City      | definitivo     |
| A        | André Schürrle         | Borussia Dortmund | fine prestito  |
| A        | Showkat Ali Tahir      |                   | fine contratto |
| A        | Luciano Vietto         | Atlético Madrid   | fine prestito  |

### Operazioni esterne (dal 9/8 al 31/12)
| Acquisti | Acquisti     | Acquisti       | Acquisti   |
| R.       | Nome         | da             | Modalità   |
| -------- | ------------ | -------------- | ---------- |
| P        | Damian Las   | Chicago Fire   | definitivo |
| D        | Jay Williams | Newport County | definitivo |

| Cessioni | Cessioni           | Cessioni           | Cessioni                |
| R.       | Nome               | a                  | Modalità                |
| -------- | ------------------ | ------------------ | ----------------------- |
| P        | Fabri              | Maiorca            | prestito                |
| P        | Taye Ashby-Hammond | Maidenhead United  | prestito                |
| P        | Toni Stahl         | Energie Cottbus    | prestito                |
| D        | Marcelo Djaló      | Lugo               | risoluzione consensuale |
| D        | Elias Frei         | Lucerna            | definitivo              |
| D        | Jerome Opoku       | Accrington Stanley | prestito                |
| D        | Riley Warland      | Perth Glory        | definitivo              |
| A        | Rui Fonte          | Braga              | definitivo              |
| A        | Floyd Ayité        | Gençlerbirliği     | definitivo              |

### Sessione invernale (dall'1/1 al 31/1)
| Acquisti | Acquisti              | Acquisti          | Acquisti   |
| R.       | Nome                  | da                | Modalità   |
| -------- | --------------------- | ----------------- | ---------- |
| P        | Jordan Archer         | Oxford Utd        | svincolato |
| D        | Michael Hector        | Chelsea           | definitivo |
| D        | Terence Kongolo       | Huddersfield Town | prestito   |
| C        | Ivan Cavaleiro        | Wolverhampton     | riscattato |
| C        | Bobby De Cordova-Reid | Cardiff City      | riscattato |

| Cessioni | Cessioni           | Cessioni          | Cessioni   |
| R.       | Nome               | a                 | Modalità   |
| -------- | ------------------ | ----------------- | ---------- |
| D        | Jaydn Mundle-Smith | Maidenhead United | prestito   |
| C        | Tayo Edun          | Lincoln City      | definitivo |
| C        | Jayden Harris      | Woking            | prestito   |
| A        | Timmy Abraham      | Bristol Rovers    | prestito   |

### Operazioni esterne (dall'1/2 al 30/6)
| Acquisti | Acquisti           | Acquisti          | Acquisti      |
| R.       | Nome               | da                | Modalità      |
| -------- | ------------------ | ----------------- | ------------- |
| D        | Jaydn Mundle-Smith | Maidenhead United | fine prestito |
| C        | Jayden Harris      | Woking            | fine prestito |
| A        | Timmy Abraham      | Bristol Rovers    | fine prestito |

| Cessioni | Cessioni       | Cessioni | Cessioni                |
| R.       | Nome           | a        | Modalità                |
| -------- | -------------- | -------- | ----------------------- |
| C        | Ibrahima Cissé |          | risoluzione consensuale |

## Rosa
Rosa aggiornata al 7 marzo 2020.
| N. |                         | Ruolo | Calciatore            |
| -- | ----------------------- | ----- | --------------------- |
| 1  | Inghilterra (bandiera)  | P     | Marcus Bettinelli     |
| 3  | Giamaica (bandiera)     | D     | Michael Hector        |
| 4  | Belgio (bandiera)       | D     | Denis Odoi            |
| 5  | Inghilterra (bandiera)  | D     | Alfie Mawson          |
| 6  | Scozia (bandiera)       | C     | Kevin McDonald        |
| 7  | RD del Congo (bandiera) | C     | Neeskens Kebano       |
| 8  | Norvegia (bandiera)     | C     | Stefan Johansen       |
| 9  | Serbia (bandiera)       | A     | Aleksandar Mitrović   |
| 10 | Scozia (bandiera)       | C     | Tom Cairney           |
| 11 | Togo (bandiera)         | A     | Floyd Ayité           |
| 12 | Slovacchia (bandiera)   | P     | Marek Rodák           |
| 13 | Stati Uniti (bandiera)  | D     | Tim Ream              |
| 14 | Giamaica (bandiera)     | A     | Bobby De Cordova-Reid |
| 15 | Paesi Bassi (bandiera)  | D     | Terence Kongolo       |
| 17 | Portogallo (bandiera)   | A     | Rui Fonte             |
| 18 | Irlanda (bandiera)      | C     | Harry Arter           |
| 19 | Portogallo (bandiera)   | A     | Ivan Cavaleiro        |
| 20 | Francia (bandiera)      | D     | Maxime Le Marchand    |
| 21 | Inghilterra (bandiera)  | C     | Harrison Reed         |

| N. |                        | Ruolo | Calciatore               |
| -- | ---------------------- | ----- | ------------------------ |
| 22 | Irlanda (bandiera)     | D     | Cyrus Christie           |
| 23 | Inghilterra (bandiera) | D     | Joe Bryan                |
| 24 | Francia (bandiera)     | A     | Anthony Knockaert        |
| 25 | Inghilterra (bandiera) | C     | Josh Onomah              |
| 26 | Scozia (bandiera)      | P     | Jordan Archer            |
| 32 | Inghilterra (bandiera) | P     | Magnus Norman            |
| 33 | Inghilterra (bandiera) | C     | Matt O'Riley             |
| 34 | Inghilterra (bandiera) | D     | Jerome Opoku             |
| 35 | Australia (bandiera)   | C     | Tyrese Francois          |
| 36 | Stati Uniti (bandiera) | C     | Luca de la Torre         |
| 38 | Thailandia (bandiera)  | C     | Ben Davis                |
| 39 | Inghilterra (bandiera) | A     | Martell Taylor-Crossdale |
| 43 | Inghilterra (bandiera) | D     | Steven Sessegnon         |
| 44 | Guinea (bandiera)      | C     | Ibrahima Cissé           |
| 46 | Inghilterra (bandiera) | C     | Jayden Harris            |
| 47 | Francia (bandiera)     | A     | Aboubakar Kamara         |
| 58 | Inghilterra (bandiera) | A     | Sylvester Jasper         |
| 61 | Inghilterra (bandiera) | A     | Jay Stansfield           |

## Staff tecnico
Dal sito Internet ufficiale della società.
Area tecnica
- Scott Parker – Allenatore
- Stuart Gray – Vice allenatore
- Matt Wells – Assistente Tecnico
- Rob Burch – Preparatore dei portieri
- Alastair Harris – Capo Scienze dello sport
- Nigel Sellars – Medico sociale

Academy e settore giovanile
- Huw Jennings – Direttore Academy
- Steve Wigley – Capo degli Allenatore Academy

## Risultati

### Football League Championship

#### Girone di andata
| Arbitro: | Davies |

|            |           |  |
| Thomas 13’ | Marcatori |  |

| Arbitro: | Stroud |

|                          |           |  |
| Cairney 34’ Mitrović 81’ | Marcatori |  |

| Arbitro: | Linington |

|           |           |                            |
| Grant 57’ | Marcatori | 51’ Mitrović 80’ Cavaleiro |

| Arbitro: | Bond |

|                                                      |           |  |
| Cavaleiro 15’, 63’ Knockaert 32’ Mitrović 56’ (rig.) | Marcatori |  |

| Arbitro: | Bankes |

|              |           |                 |
| Mitrović 83’ | Marcatori | 4’, 61’ Grabban |

| Arbitro: | Robinson |

|            |           |              |
| Murphy 42’ | Marcatori | 45’ Mitrović |

| Arbitro: | Webb |

|               |           |           |
| Knockaert 49’ | Marcatori | 80’ Ajayi |

| Arbitro: | Eltringham |

|             |           |             |
| Nuhiu 90+3’ | Marcatori | 42’ Cairney |

| Arbitro: | Whitestone |

|                       |           |  |
| Bryan 47’ Cairney 83’ | Marcatori |  |

| Arbitro: | Woolmer |

|           |           |                                    |
| Méïté 89’ | Marcatori | 13’, 67’ Cairney 26’, 29’ Mitrović |

| Arbitro: | Stroud |

|                            |           |                         |
| Cavaleiro 55’ Mitrović 63’ | Marcatori | 41’ Gallagher 57’ Bonne |

| Arbitro: | Davies |

|                                 |           |  |
| Campbell 16’ Gregory 80’ (rig.) | Marcatori |  |

| Arbitro: | Brooks |

|                        |           |                        |
| Mitrović 16’, 53’, 67’ | Marcatori | 60’ Potts 90+3’ LuaLua |

| Middlesbrough 26 ottobre 2019, ore 15:00 BST 14ª giornata | Middlesbrough | 0 – 0 referto | Fulham | Riverside Stadium (19.101 spett.)\| Arbitro: \| Bankes \| |
| Arbitro:                                                  | Bankes        |               |        |                                                           |

| Arbitro: | Stroud |

|  |           |                               |
|  | Marcatori | 9’ Bowler 57’ Bowen 84’ Eaves |

| Arbitro: | Gillette |

|  |           |              |
|  | Marcatori | 53’ Mitrović |

| Arbitro: | Linington |

|                 |           |           |
| Kamara 27’, 64’ | Marcatori | 3’ Hugill |

| Arbitro: | Andy Woolmer |

|                                             |           |  |
| De Cordova-Reid 7’ Mitrović 40’ Cairney 89’ | Marcatori |  |

| Arbitro: | Hooper |

|           |           |                   |
| Byers 65’ | Marcatori | 22’, 43’ Mitrović |

| Arbitro: | Simpson |

|            |           |                            |
| Kamara 86’ | Marcatori | 26’ Brownhill 76’ Diedhiou |

| Arbitro: | Stroud |

|                        |           |              |
| Maguire 23’ Nugent 52’ | Marcatori | 81’ Mitrović |

| Arbitro: | Langford |

|            |           |  |
| Mbeumo 22’ | Marcatori |  |

| Arbitro: | Robinson |

|                               |           |             |
| Mitrović 7’ (rig.) Onomah 69’ | Marcatori | 54’ Bamford |

#### Girone di ritorno
| Arbitro: | Whitestone |

|                                   |           |                                        |
| LuaLua 5’ Collins 28’ Cornick 84’ | Marcatori | 9’, 90+4’ De Cordova-Reid 77’ Mitrović |

| Arbitro: | Davies |

|                     |           |  |
| De Cordova-Reid 26’ | Marcatori |  |

| Arbitro: | Eltringham |

|               |           |                    |
| Cavaleiro 61’ | Marcatori | 14’ Swift 48’ Adam |

| Arbitro: | Donohue |

|  |           |               |
|  | Marcatori | 29’ Cavaleiro |

| Arbitro: | Webb |

|              |           |  |
| Knockaert 6’ | Marcatori |  |

| Charlton 22 gennaio 2020, ore 19:45 GMT 29ª giornata | Charlton | 0 – 0 referto | Fulham | The Valley (16.424 spett.)\| Arbitro: \| Martin \| |
| Arbitro:                                             | Martin   |               |        |                                                    |

| Arbitro: | Ward |

|                                              |           |                           |
| De Cordova-Reid 10’ Cairney 15’ Mitrović 31’ | Marcatori | 35’ Smith Rowe 39’ Mounié |

| Arbitro: | Harrington |

|  |           |              |
|  | Marcatori | 65’ Mitrović |

| Arbitro: | Madley |

|               |           |             |
| Böðvarsson 8’ | Marcatori | 3’ Mitrović |

| Arbitro: | Linington |

|  |           |                                  |
|  | Marcatori | 24’ 79’ (rig.) Woodrow 51’ Brown |

| Arbitro: | Bond |

|                   |           |              |
| Rooney 55’ (rig.) | Marcatori | 71’ Mitrović |

| Arbitro: | Robinson |

|                |           |  |
| Mitrović 90+4’ | Marcatori |  |

| Arbitro: | Webb |

|                                |           |  |
| Nugent 58’ (aut.) Kamara 90+5’ | Marcatori |  |

| Arbitro: | Coote |

|           |           |             |
| Wells 70’ | Marcatori | 84’ Cairney |

| Arbitro: | Linington |

|  |           |                                       |
|  | Marcatori | 88’ Benrahma 90+1’ Emiliano Marcondes |

| Arbitro: | Harrington |

|                                      |           |  |
| Bamford 10’ Alioski 56’ Harrison 71’ | Marcatori |  |

| Arbitro: | Ward |

|           |           |                        |
| Hugill 1’ | Marcatori | 21’ Arter 75’ Christie |

| Arbitro: | Stroud |

|              |           |  |
| Onomah 90+5’ | Marcatori |  |

| Arbitro: | Jones |

|  |           |             |
|  | Marcatori | 45+4’ Arter |

| Arbitro: | Ward |

|                                |           |  |
| Mitrović 35’ (rig.) Onomah 66’ | Marcatori |  |

| West Bromwich 14 luglio 2020, ore 17:00 BST 44ª giornata | West Bromwich | 0 – 0 referto | Fulham | The Hawthorns (0 spett.)\| Arbitro: \| Eltringham \| |
| Arbitro:                                                 | Eltringham    |               |        |                                                      |

| Arbitro: | England |

|                                                               |           |                                 |
| Kebano 11’ (73) Mitrović 26’ 41’ (rig.) De Cordova-Reid 90+1’ | Marcatori | 49’ (rig.) 89’ Nuhiu 78’ Murphy |

| Arbitro: | Brooks |

|           |           |            |
| Moore 32’ | Marcatori | 49’ Kebano |

#### Play-off
| Arbitro: | Parker |

|  |           |                         |
|  | Marcatori | 49’ Onomah 90+1’ Kebano |

| Arbitro: | Tierney |

|           |           |                      |
| Kebano 9’ | Marcatori | 8’ Nelson 47’ Tomlin |

| Arbitro: | Atkinson |

|                  |           |                  |
| Dalsgaard 120+4’ | Marcatori | 105’, 117’ Bryan |

### FA Cup

#### Turni eliminatori
| Arbitro: | Pawson (Sheffield) |

|                         |           |              |
| Knockaert 54’ Arter 74’ | Marcatori | 63’ El Ghazi |

| Arbitro: | Friend (Leicestershire) |

|                                                          |           |  |
| Gündoğan 8’ (rig.) Silva 19’ Gabriel JesusJesus 72’, 75’ | Marcatori |  |

### League Cup

#### Turni eliminatori
| Arbitro: | Jones (Merseyside) |

|  |           |             |
|  | Marcatori | 57’ Obafemi |

## Statistiche

### Statistiche di squadra
Statistiche aggiornate al 4 agosto 2020
| Competizione | Punti         | In casa | In casa | In casa | In casa | In casa | In casa | In trasferta | In trasferta | In trasferta | In trasferta | In trasferta | In trasferta | Totale | Totale | Totale | Totale | Totale | Totale | DR  |
| Competizione | Punti         | G       | V       | N       | P       | Gf      | Gs      | G            | V            | N            | P            | Gf           | Gs           | G      | V      | N      | P      | Gf     | Gs     | DR  |
| ------------ | ------------- | ------- | ------- | ------- | ------- | ------- | ------- | ------------ | ------------ | ------------ | ------------ | ------------ | ------------ | ------ | ------ | ------ | ------ | ------ | ------ | --- |
| Championship | 81            | 23      | 15      | 2       | 6       | 40      | 26      | 23           | 8            | 10           | 5            | 24           | 22           | 46     | 23     | 12     | 11     | 64     | 48     | +16 |
| Play-off     | Vincitore     | 1       | 0       | 0       | 1       | 1       | 2       | 2            | 2            | 0            | 0            | 4            | 1            | 3      | 2      | 0      | 1      | 5      | 3      | +2  |
| FA Cup       | Quarto Turno  | 1       | 1       | 0       | 0       | 2       | 1       | 1            | 0            | 0            | 1            | 0            | 4            | 2      | 1      | 0      | 1      | 2      | 5      | -3  |
| Carabao Cup  | Secondo turno | 1       | 0       | 0       | 1       | 0       | 1       | 0            | 0            | 0            | 0            | 0            | 0            | 1      | 0      | 0      | 1      | 0      | 1      | -1  |
| Totale       | 81            | 26      | 16      | 2       | 8       | 43      | 30      | 26           | 10           | 10           | 6            | 28           | 27           | 52     | 26     | 12     | 14     | 71     | 57     | +14 |

### Andamento in campionato
| Giornata  | 1  | 2  | 3 | 4 | 5 | 6 | 7  | 8  | 9 | 10 | 11 | 12 | 13 | 14 | 15 | 16 | 17 | 18 | 19 | 20 | 21 | 22 | 23 | 24 | 25 | 26 | 27 | 28 | 29 | 30 | 31 | 32 | 33 | 34 | 35 | 36 | 37 | 38 | 39 | 40 | 41 | 42 | 43 | 44 | 45 | 46 |
| --------- | -- | -- | - | - | - | - | -- | -- | - | -- | -- | -- | -- | -- | -- | -- | -- | -- | -- | -- | -- | -- | -- | -- | -- | -- | -- | -- | -- | -- | -- | -- | -- | -- | -- | -- | -- | -- | -- | -- | -- | -- | -- | -- | -- | -- |
| Luogo     | T  | C  | T | C | C | T | C  | T  | C | T  | C  | T  | C  | T  | C  | T  | C  | C  | T  | C  | T  | T  | C  | T  | C  | C  | T  | C  | T  | C  | T  | T  | C  | T  | C  | C  | T  | C  | T  | T  | C  | T  | C  | T  | C  | T  |
| Risultato | P  | V  | V | V | P | N | N  | N  | V | V  | N  | P  | V  | N  | P  | V  | V  | V  | V  | P  | P  | P  | V  | N  | V  | P  | V  | V  | N  | V  | V  | N  | P  | N  | V  | V  | N  | P  | P  | V  | V  | V  | V  | N  | V  | N  |
| Posizione | 22 | 11 | 7 | 3 | 5 | 6 | 11 | 12 | 8 | 5  | 7  | 10 | 7  | 6  | 8  | 7  | 4  | 3  | 3  | 3  | 3  | 6  | 3  | 5  | 3  | 5  | 4  | 3  | 3  | 3  | 3  | 3  | 3  | 3  | 3  | 3  | 3  | 3  | 5  | 5  | 4  | 4  | 4  | 4  | 4  | 4  |

Legenda:

Luogo: C = Casa; T = Trasferta. Risultato: V = Vittoria; N = Pareggio; P = Sconfitta.